# Передсвято
Передсвято (предсвято, грец. Προεόρτια) — день або декілька днів перед дванадесятими святами і перед святом Походження чесних древ Животворчого Хреста в богослужбовому календарі Православної церкви. 
У ці дні згідно Типікону до складу богослужіння входять молитви, присвячені майбутньому святу. Великдень, на відміну від дванадесятих свят, певної кількості днів передсвята не має. Кількість днів передсвята у свят різна. Найбільше - 5 днів у Різдва Христового і у Богоявлення - 4 дні, у всіх інших дванадесятих свят і у свята Походження чесних древ Животворчого Хреста Передсвято - 1 день. Три з дванадесятих свят: Вхід Господній в Єрусалим, День Святої Трійці і Вознесіння Господнє не мають передсвята, але свято Вознесіння Господнього все-таки має молитви передсвята - це канон на ранній . Молитви передсвята поміщені в Мінею для неперехідних свят і в Тріодь для свята Вознесіння Господнього. Молитви передсвята це стихири на вечірні; канон і стихири на ранній. Різдво Христове і Хрещення Господнє мають кожен день ще канон на повечір'я передсвята. У дні передсвята найчастіше служба двоскладна - це молитви передсвята і молитви святому цього дня. Наприклад, 1 лютого - Передсвято Стрітення і пам'ять мученика Трифона. Служба може бути і трискладна, якщо святих двоє, наприклад 3 січня - Передсвято Богоявлення, і пам'ять святого пророка Божого Малахії і святого мученика Гордія.
Богородичний передсвята Різдва Христового зустрічається в богослужінні задовго до настання самого передсвята 20 грудня (2 січня) наприклад:
- в стихирах "На Хваліте..." 30 листопада (13 грудня): «Стань, Вифлеєме,..»,
- в стихирах "На Господи, взиваю..." 6 (19) грудня: «Вертепе, прикрасься,...»

## Терміни передсвята в православній церкві
| Свято                                      | Передсвято                                   | Дата свята              |
| ------------------------------------------ | -------------------------------------------- | ----------------------- |
| Різдво Богородиці                          | 7 (20) вересня                               | 8 (21) вересня          |
| Воздвиження Хреста Господнього             | 13 вересня (26 жовтня)                       | 14 (27) вересня         |
| Введення в храм Пресвятої Богородиці       | 20 листопада (3 грудня)                      | 21 листопада (4 грудня) |
| Різдво Христове                            | з 20 грудня (2 січня) по 24 грудня (6 січня) | 25 грудня (7 січня)     |
| Хрещення Господнє (Богоявлення)            | з 2 (15) січня по 5 (18) січня               | 6 (19) січня            |
| Стрітення Господнє                         | 1 (14) лютого                                | 2 (15) лютого           |
| Благовіщення Пресвятої Богородиці          | 24 березня (6 квітня)                        | 25 березня (7 квітня)   |
| Походження чесних древ Животворчого Хреста | 31 липня (13 серпня)                         | 1 (14) серпня           |
| Преображення Господнє                      | 5 (18) серпня                                | 6 (19) серпня           |
| Успіння Пресвятої Богородиці               | 14 (27) серпня                               | 15 (28) серпня          |